# Петропавлівська селищна рада (Петропавлівський район)
Петропа́влівська се́лищна ра́да — адміністративно-територіальна одиниця та орган місцевого самоврядування в Синельниківському районі Дніпропетровської області. Адміністративний центр — селище Петропавлівка.

## Загальні відомості
- Населення громади: 7 881 особа (станом на 1 січня 2013 року)

## Населені пункти
Селищній раді підпорядковані населені пункти:
- с-ще Петропавлівка
- с-ще Залізничне

## Склад ради
Рада складається з 30 депутатів та голови.
- Голова ради: відсутній (достроково припинив повноваження).
- Секретар ради: Замура Лариса Миколаївна.

### Керівний склад попередніх скликань
| Прізвище, ім'я, по батькові | Основні відомості                                                        | Дата обрання | Дата звільнення |
| --------------------------- | ------------------------------------------------------------------------ | ------------ | --------------- |
| Щербак Василь Іванович      | Селищний голова, 1949 року народження, член Народної партії              | 26.03.2006   | 31.10.2010      |
| Войнов Сергій Володимирович | Селищний голова, 1968 року народження, освіта вища, член Партії регіонів | 31.10.2010   |                 |

Примітка: таблиця складена за даними сайту Верховної Ради України

### Депутати
За результатами місцевих виборів 2010 року депутатами ради стали:

#### За суб'єктами висування
| Суб'єкт висування                                       | Кількість обраних депутатів | %    |
| ------------------------------------------------------- | --------------------------- | ---- |
| Самовисування                                           | 12                          | 40   |
| Народна партія                                          | 8                           | 26,7 |
| Партія регіонів                                         | 6                           | 20   |
| Комуністична партія України                             | 3                           | 10   |
| Політична партія Всеукраїнське об'єднання «Батьківщина» | 1                           | 3,3  |

#### За округами
| № округу                                                | Прізвище, ім'я, по батькові       | Дата визнання обраним | Освіта             | Партійна приналежність                        | Відомості про обраного депутата                                |
| ------------------------------------------------------- | --------------------------------- | --------------------- | ------------------ | --------------------------------------------- | -------------------------------------------------------------- |
| Комуністична партія України                             |                                   |                       |                    |                                               |                                                                |
| 4                                                       | Чигвінцев Дмитро Олексійович      | 03.11.2010            | вища               | член Комуністичної партії України             |                                                                |
| 10                                                      | Дмітрієва Людмила Анатоліївна     | 03.11.2010            | вища               | член Комуністичної партії України             | управління праці та соціального захисту, начальник відділу     |
| 29                                                      | Ручий Вадим Григорович            | 03.11.2010            | середня спеціальна | член Комуністичної партії України             | приватний підприємець                                          |
| Народна Партія                                          |                                   |                       |                    |                                               |                                                                |
| 3                                                       | Романенко Олексій Сергійович      | 03.11.2010            | середня спеціальна | член Народної партії                          | Петропавлівська філія Райавтодора, головний інженер            |
| 9                                                       | Корх Тетяна Андріївна             | 03.11.2010            | вища               | член Народної партії                          | Петропавлівський пенсійний відділ, головний спеціаліст         |
| 15                                                      | Правда Любов Володимирівна        | 03.11.2010            | вища               | член Народної партії                          | приватний підприємець                                          |
| 20                                                      | Пающик Микола Васильович          | 03.11.2010            | середня спеціальна | член Народної партії                          | приватний підприємець                                          |
| 22                                                      | Дмітрієв Віктор Миколайович       | 03.11.2010            | вища               | член Народної партії                          | приватний підприємець                                          |
| 23                                                      | Бевз Володимир Миколайович        | 03.11.2010            | вища               | член Народної партії                          | Петропавлівська загальноосвітня школа I-III ст. № 1, директор  |
| 26                                                      | Вербицька Валентина Іванівна      | 03.11.2010            | середня спеціальна | член Народної партії                          | Петропавлівська селищна рада, бухгалтер                        |
| 28                                                      | Фомічов Юрій Олексійович          | 03.11.2010            | середня спеціальна | член Народної партії                          | приватний підприємець                                          |
| Партія регіонів                                         |                                   |                       |                    |                                               |                                                                |
| 1                                                       | Півень Валентина Вікторівна       | 03.11.2010            | вища               | член Партії регіонів                          | «РАЙФФАЙЗЕН Банк Аваль», керівник                              |
| 5                                                       | Терещенко Олександр Олександрович | 03.11.2010            | вища               | член Партії регіонів                          | Петропавлівські районні електромережі, головний інженер        |
| 8                                                       | Корх Яків Павлович                | 03.11.2010            | середня спеціальна | член Партії регіонів                          | тимчасово не працює                                            |
| 11                                                      | Денисенко Інна Миколаївна         | 03.11.2010            | вища               | член Партії регіонів                          | Петропавлівська РДА, начальник відділу культури                |
| 17                                                      | Ніколаєв Олександр Євгенійович    | 03.11.2010            | вища               | член Партії регіонів                          | Держкомзем, завідувач сектором                                 |
| 21                                                      | Терегеря Віталій Іванович         | 03.11.2010            | середня спеціальна | член Партії регіонів                          | шахта «Ювілейна», заступник начальника дільниці                |
| Політична партія Всеукраїнське об'єднання «Батьківщина» |                                   |                       |                    |                                               |                                                                |
| 24                                                      | Кривонос Наталія Володимирівна    | 03.11.2010            | середня спеціальна | член Всеукраїнського об'єднання «Батьківщина» | тимчасово не працює                                            |
| Самовисування                                           |                                   |                       |                    |                                               |                                                                |
| 2                                                       | Стребуль Сергій Миколайович       | 03.11.2010            | вища               | позапартійний                                 | контрольно-ревізійне управління, контролер — ревізор           |
| 6                                                       | Паєвщик Володимир Григорович      | 03.11.2010            | вища               | позапартійний                                 | Петропавлівська філія Райавтодора, директор                    |
| 7                                                       | Лубенська Валентина Григорівна    | 03.11.2010            | вища               | позапартійна                                  | БТДЮ, директор                                                 |
| 12                                                      | Лубенський Іван Олександрович     | 03.11.2010            | вища               | позапартійний                                 | пенсіонер                                                      |
| 13                                                      | Кальченко Інна Володимирівна      | 03.11.2010            | вища               | позапартійна                                  | Петропавлівська селищна рада, землевпорядник                   |
| 14                                                      | Шевченко Тетяна Петрівна          | 03.11.2010            | вища               | член Всеукраїнського об'єднання «Батьківщина» | Петропавлівський трудовий архів районної ради, директор        |
| 16                                                      | Тимченко Олег Григорович          | 03.11.2010            | вища               | позапартійний                                 | Петропавлівська РДА, начальник відділу                         |
| 18                                                      | Замура Лариса Миколаївна          | 03.11.2010            | вища               | член Партії регіонів                          | Петропавлівське управління праці, заступник начальника відділу |
| 19                                                      | Ляхімець Дмитро Володимирович     | 03.11.2010            | вища               | позапартійний                                 | шахта «Сташкова», гірничий робітник                            |
| 25                                                      | Клімова Людмила Анатоліївна       | 03.11.2010            | середня спеціальна | позапартійна                                  | приватний підприємець                                          |
| 27                                                      | Міщенко Сергій Вікторович         | 03.11.2010            | вища               | позапартійний                                 | шахта «Степова», електрослюсар                                 |
| 30                                                      | Філіп'єв Роман Анатолійович       | 03.11.2010            | вища               | позапартійний                                 | Придніпровська залізниця БНЄУ 5, майстер водопостачання        |